# 枪口助退器
枪口助退器或称後座助退器，是安装在枪口的设备，以利用发射药气体的能量增强枪管后座力。通常用于改善火器後座作用的可靠性。枪口助退器是枪口制退器的对立事物。

## 历史
枪口助退器最初于1912年的維克斯機槍首先使用。该枪为短后座，开火时子弹发射药后座于枪管使其向后运动，从而抽取并抛出空弹壳，并压缩后座弹簧完成发射循环。枪口助退器利用了出膛发射气体推动枪管进一步后座，提高了枪管后座速度与更大能量。

## 结构

維克斯機槍枪口助退器原理动画。出膛气体推动枪管相对于枪身冷却套向后运动。

維克斯機槍枪口助退器包括两部分：枪口的喇叭形“罩杯”称作“集气杯”；环绕膛口的穿孔管子。当子弹出膛后，穿过穿孔管末端紧公差的孔洞，在穿孔管内部形成了出膛高压气体的一个向前运动的瞬时气团，随后该高压气团被迫反向运动，推动膛口集气杯，加速了枪管后座。扩散的气体在推动枪管后座后，从枪口集气杯后退暴露出的穿孔管壁上的扩散孔排出。最终效果相当于後座作用与气动作用的复合。

## 历史
枪口助退器主要用于机枪的大质量枪管的后座，从而提高其发射率与可靠性。 1915年款的气冷LMG 08 Spandau作为德国第一次世界大战航空机枪，拥有表面开槽的103 mm直径冷却套用作枪口助退支撑枪口时比较脆弱，随后改进为LMG 08/15航空机枪。第二次世界大战时德国的MG42通用机枪是另一种使用枪口助退器的机枪。
二战后，现代机枪大都使用延迟反冲作用与 导气式。MG3通用機槍，实际上是MG42的改型，使用7.62×51mm NATO全威力弹，仍然使用助退式短后座设计。

## 现代应用
后座助退器在使用消音器的短后座手枪（如大多数现代9mm以上口径中心发火手枪）得到应用。在枪管口螺旋接上消音器的额外重量，干扰了枪管后座能力。使用后座助退器，常称作Nielsen设备，抵消了消音器的重量对枪管的干扰。
空包弹助退器（BFA）的动作类似于後座助退器，补偿了空包弹缺乏弹头从而弹头出膛过程中不能有效封闭枪管内的发射药气体，不能形成足够膛内压力的问题。